# Frea plurifasciculata
Frea plurifasciculata är en skalbaggsart som beskrevs av Stefan von Breuning 1970. Frea plurifasciculata ingår i släktet Frea och familjen långhorningar. Inga underarter finns listade i Catalogue of Life.